# 久保三郎 (千葉市長)
久保 三郎（くぼ　さぶろう、1879年（明治12年）11月23日 - 1934年（昭和9年）9月4日）は、日本の内務官僚、政治家。元千葉市長。

## 略歴
大分県宇佐郡豊川村（現:宇佐市）で生まれた。大分県立中津尋常中学校（現大分県立中津南高等学校）を経て、1903年7月、早稲田大学法律科を卒業。内務省に入省し三重県属となる。以後警保局に勤務し、千葉県長生郡長、同海上郡長、同印旛郡長、同千葉郡長、同香取郡長などを歴任。1924年8月、第2代千葉市長に就任し、1928年8月まで在任した。